# Zitadelle La Ferrière

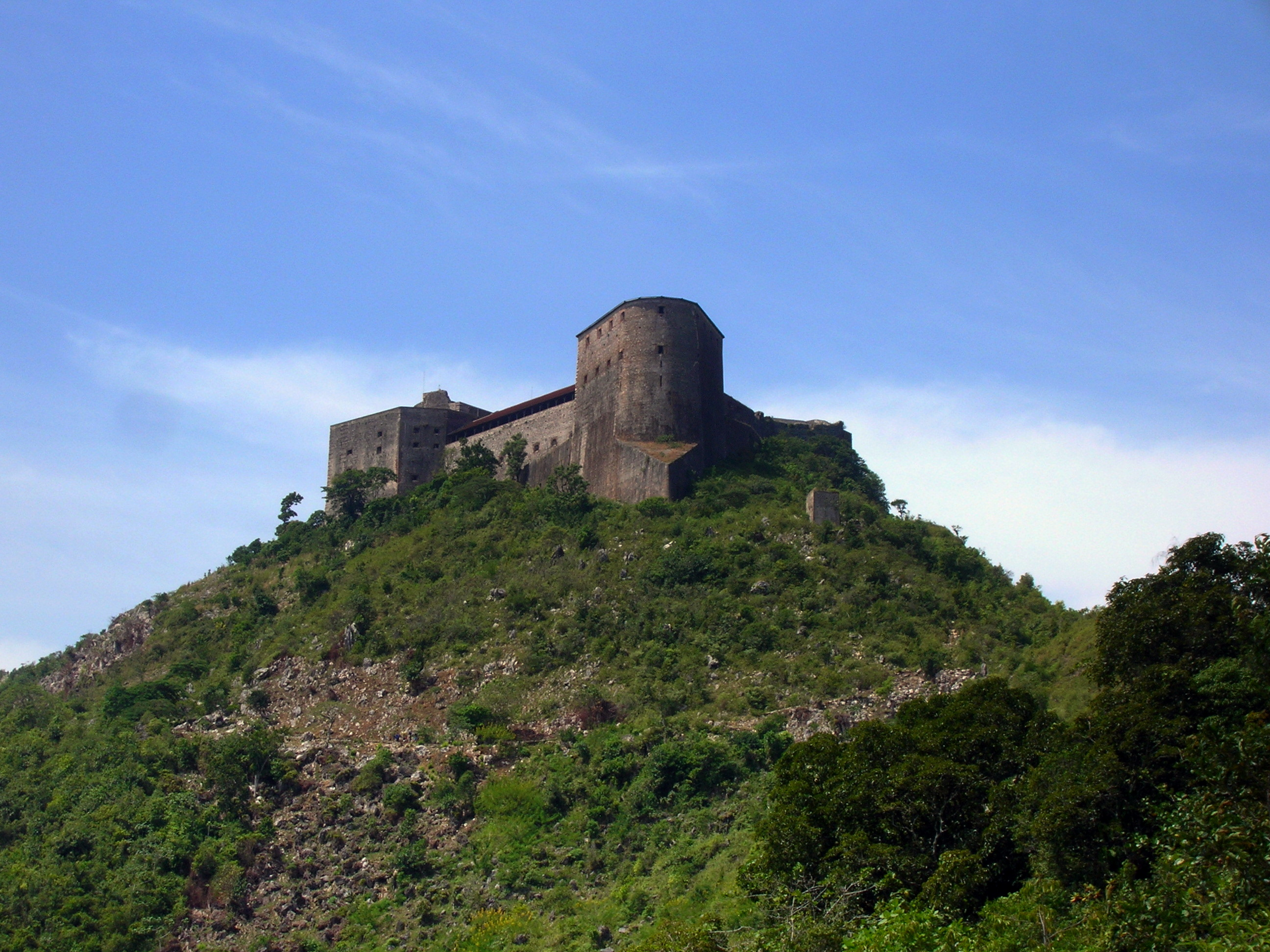
Die Festung auf der Bergkette Bonnet à l’Évêque

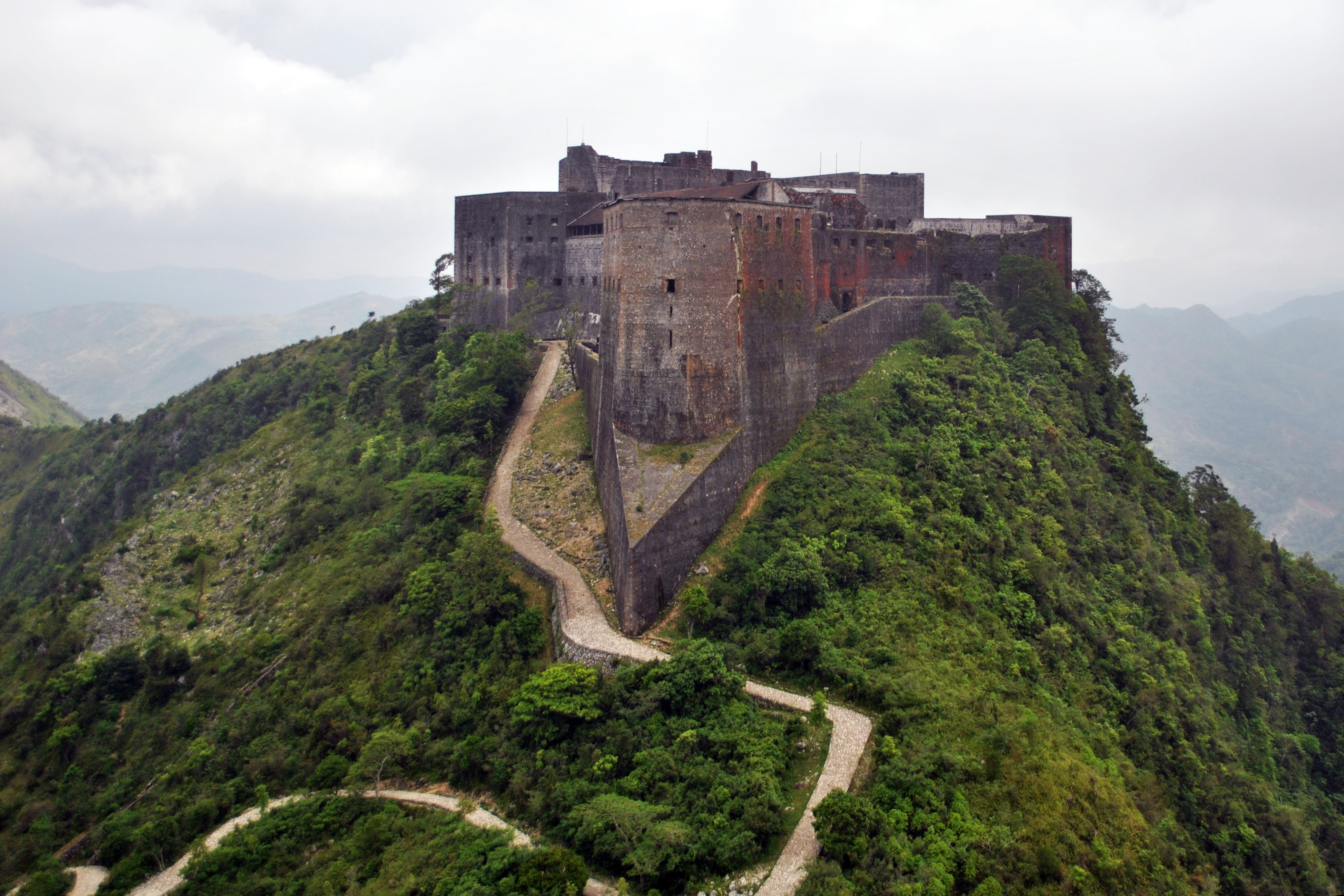
Die Festung vom Hubschrauber aus

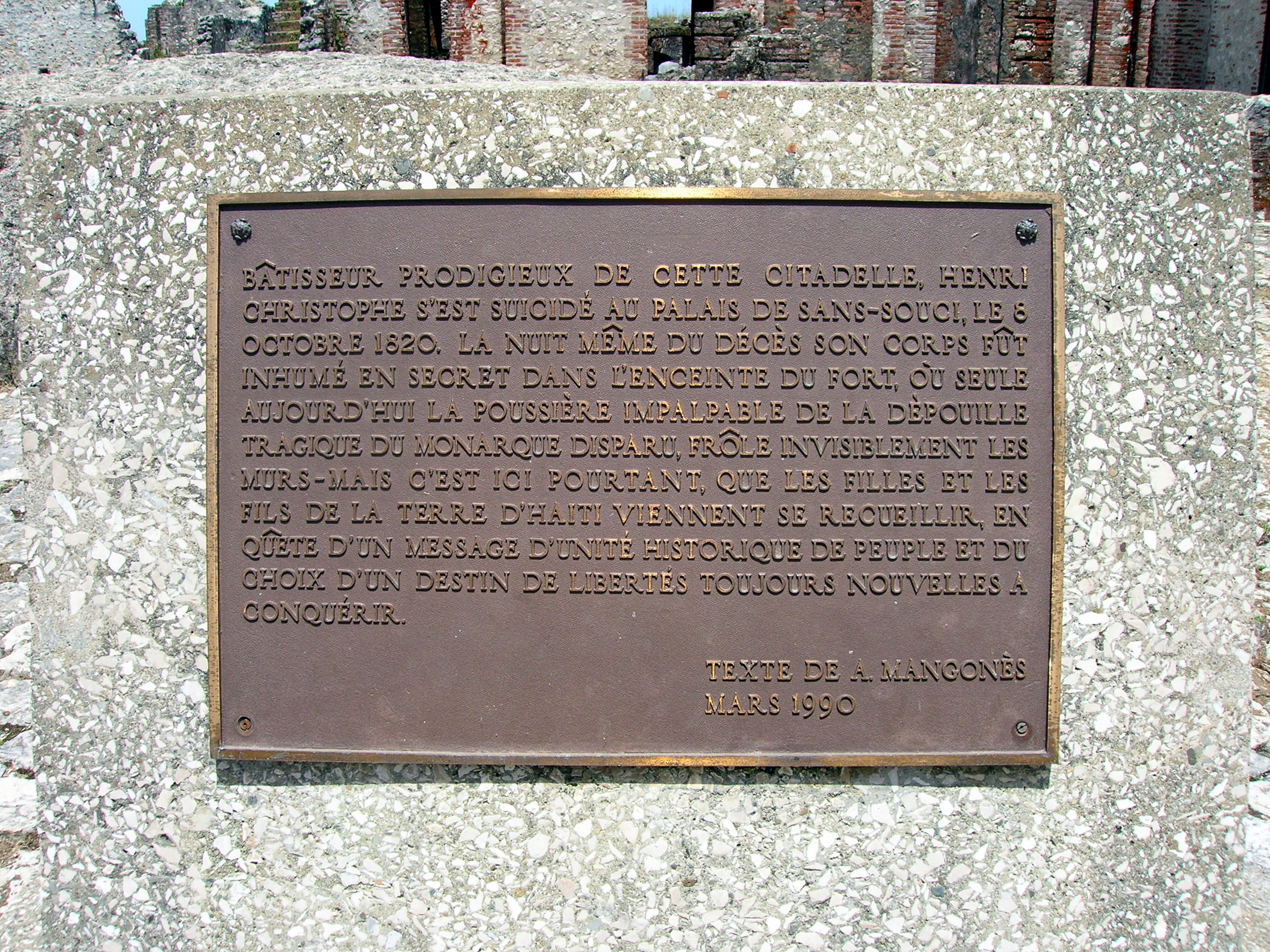
Gedenktafel im Innenhof

Die Zitadelle La Ferrière ist eine Festung auf dem Gemeindegebiet von Milot auf Haiti, die 1982 von der UNESCO als Symbol der universellen Freiheit und ein von ehemaligen Sklaven errichtetes Monument des Freiheitskampfes zum Weltkulturerbe ernannt wurde.
Anders als in anderen Kolonien europäischer Kolonialmächte begann die Dekolonisation der unterdrückten Bevölkerung in Haiti, die mehrheitlich aus Sklaven bestand, bereits im ausgehenden 18. Jahrhundert und führte zu Beginn des 19. Jahrhunderts zu dessen Unabhängigkeit. Diese galt jedoch als gefährdet, weshalb nach dem erfolgreichen Freiheitskampf von den ehemaligen Sklaven unterschiedliche Maßnahmen zum Schutz vor Angriffen der ehemaligen französischen Kolonialherren ergriffen wurden. Hierzu gehörte die Errichtung der Zitadelle La Ferrière. Sie ist bis heute die größte Festung auf dem amerikanischen Kontinent und ein bedeutendes Artilleriemuseum und gilt heute auch als Manifestation des tief verwurzelten Stolzes der Haitianer, sich eigenständig vom Joch der Sklaverei befreit zu haben.

## Geschichte
Bis zu Beginn des 19. Jahrhunderts stand der Westen der Insel Hispaniola als Saint-Domingue (die Perle der Antillen) unter der Kolonialmacht Frankreichs. Sie galt als eine der reichsten Kolonien in der Karibik und war für die Versorgung Frankreichs mit Kaffee, Zuckerrohr und Mahagoniholz verantwortlich. Während der Revolutionszeit in Frankreich brach 1791 dort ein Sklavenaufstand aus, der sich in der Folge zu einem wirren Kampf alle gegen alle entwickelte, bei dem sich sowohl königstreue und republikanische Franzosen, afrikanischstämmige Sklaven, als auch die intervenierenden Engländer und Spanier bekriegten. Diese Auseinandersetzungen konnten letztendlich aber die Sklaven für sich entscheiden, als sie 1802 eine 32.000 Mann starke, republikanische Armee unter Napoleon Bonapartes Schwager General Leclerc in die Flucht schlagen konnten. 1804 erklärte Saint-Domingue unter dem Namen Haiti als erste Kolonie seine Unabhängigkeit von Frankreich. Da die Franzosen nach ihrer schmählichen Niederlage drohten, sich dafür zu rächen und Haiti wieder unter ihre Kolonialmacht zu stellen, befahl der damalige Brigadegeneral, ein brillanter Stratege und spätere König Haitis, Henri Christophe, 1805 eine Festung zu errichten, die die Bevölkerung in Zukunft vor feindlichen Übergriffen schützen sollte.
Der Bau der Zitadelle dauerte 15 Jahre. Bis zum Jahr ihrer Fertigstellung 1820 waren dort ca. 20.000 Arbeiter beschäftigt, von denen viele bei Unfällen starben. Um die – meist unter Zwang – rekrutierten Arbeiter zu Höchstleistungen anzuspornen, ließ Henri Christophe verbreiten, dass jene, die beim Bau der Festung sterben, sofort in das Paradies der alten afrikanischen Heimat eingehen würden. Nach dem Tod Henri Christophes, der bei seinem Volk äußerst unbeliebt war, wurde sein Leichnam von seinem Gefolge in die Festung gebracht, mit Ätzkalk überzogen und im Innenhof bestattet, damit die Leiche nicht geschändet werden konnte. Da die Franzosen keine Versuche mehr unternahmen, Haiti zurückzuerobern, musste sich La Ferrière nie in einer Belagerung bewähren.
Aufgrund der Ernennung zum Weltkulturerbe ist sie bis heute – als Museumspark geführt – sehr gut erhalten geblieben und trotzte auch Naturgewalten wie Erdbeben und Stürmen.

## Festung
La Ferrière liegt auf der 950 m hohen Bergkette Bonnet à l’Évêque auf dem Gemeindegebiet von Milot.
Die Mauern sind bis zu 43 m hoch und 4 bis 7 m dick. Ein Mythos besagt, dass der Mörtel mit Ochsenblut angerührt wurde um sie uneinnehmbar zu machen. In der etwa 10.000 m² großen Zitadelle fanden im Ernstfall bis zu 15.000 Menschen Platz. Ursprünglich standen auf den Wällen etwa 600 Kanonen unterschiedlicher Größe, von denen heute aber nur noch 365 übrig geblieben sind. Diese wurden während des Aufstandes den Franzosen, Engländern und Spaniern abgenommen und anschließend in der neuen Festung auf Drehlafetten montiert. Darüber hinaus sind auch noch 45.000 Kanonenkugeln vorhanden, welche pyramidenförmig an den Festungswänden aufgeschichtet sind. Auf dem Dach wurden, für eine Festung dieser Zeit unüblich, weitsichtig große Zisternen angelegt, die die Anlage mit frischem Regenwasser versorgen sollten.
Die Lagerhäuser der Festung boten genug Nahrung und Wasser, um bei einer Belagerung 5.000 Verteidiger etwa ein Jahr lang mit dem Nötigsten versorgen zu können. Das Quartier Henri Christophes war ein befestigter Palast, in den sich seine Familie bei Gefahr zurückziehen konnte. In anderen Gebäudeteilen befanden sich Baderäume, Kerker und Backöfen.
Die Festung wurde zusätzlich zur Verteidigung als Beobachtungspunkt genutzt, da man von dort aus alle nah gelegenen Täler im Blick hat. Vom Dach aus kann man sowohl das nördliche Cap-Haïtien mit der Atlantikküste und an klaren Tagen bis zur 140 km entfernten Ostküste Kubas sehen.
Trotz der enormen Größe und der starken Bewaffnung der Zitadelle war diese nur ein Teil mehrerer Festungsanlagen, zu denen auch das Fort Jacques und das Fort Alexandre zählen. Zusammen bildeten sie das Abwehrsystem Haitis.

## Tourismus

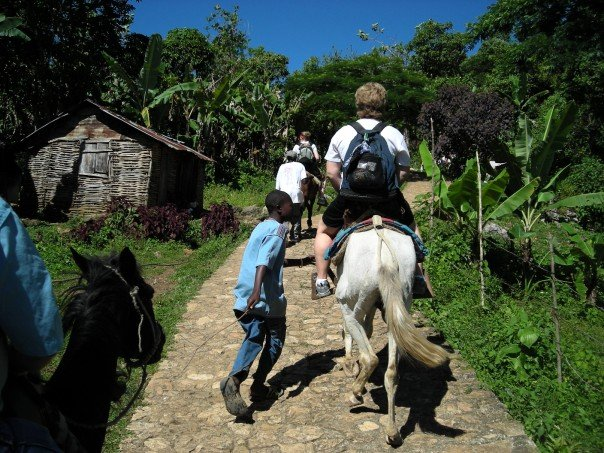
Aufstieg zur Festung zu Pferd

Die Zitadelle ist eine der beliebtesten Sehenswürdigkeiten in Haiti. In Milot gibt es viele selbsternannte Fremdenführer, die Touristen anbieten, sie zur Festung zu führen. Die Strecke sollte man per Pferd zurücklegen, da der Weg ab der Hälfte nicht mehr für Geländewagen zu schaffen ist. Sowohl die Innenräume als auch die Treppen und das Dach der Festung sind für die Besucher frei zugänglich.
Wegen der politischen Situation in Haiti wurden die Touristenanzahlen in den letzten Jahren deutlich weniger.

## UNESCO-Welterbe
Zusammen mit dem Königspalast Sans Souci in Milot wurde die Zitadelle 1982 von der UNESCO in die Liste des Weltkulturerbes eingetragen.

## Rezeption
Die Festung ist Dreh- und Haupthandlungsort des Raoul-Peck-Films Moloch Tropical von 2009. In der Folge Kampf um Organia der Fernsehserie Raumschiff Enterprise war die Festung schon 1967 Kulisse für ein Bauwerk auf dem fiktiven Planeten Organia.

## Bildergalerie

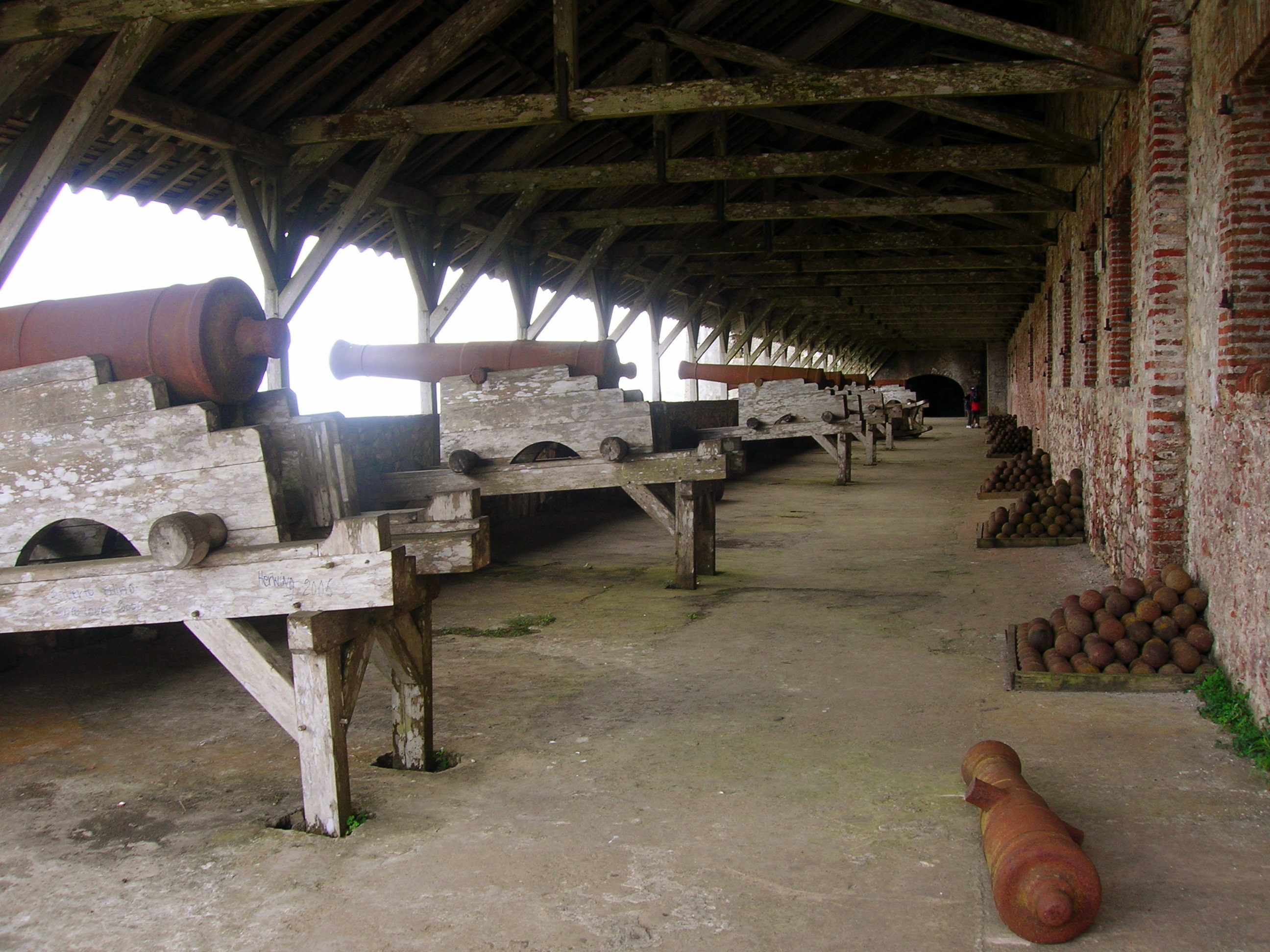
Reihe von Kanonen
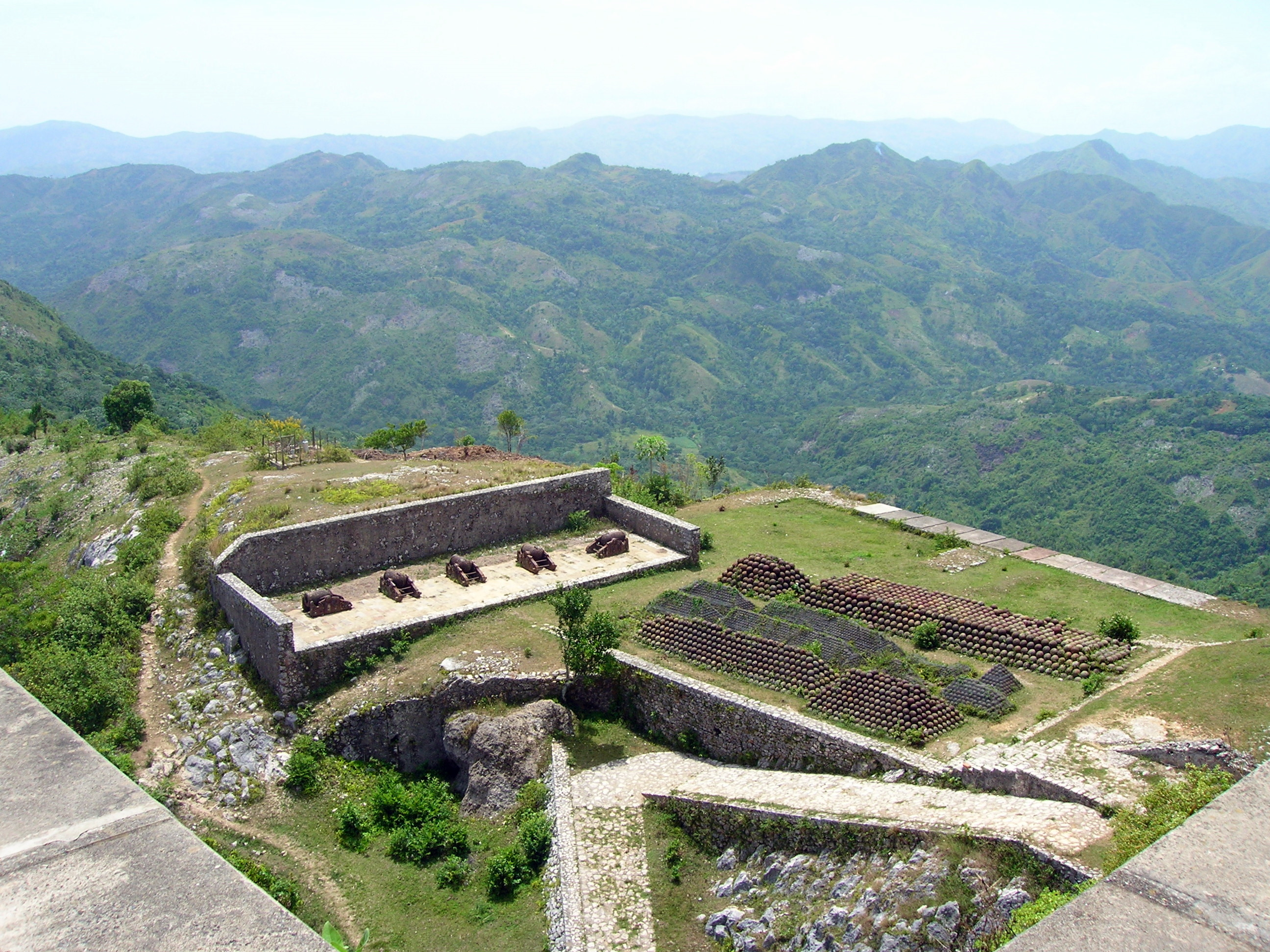
Kanonen mit gestapelten Kugeln
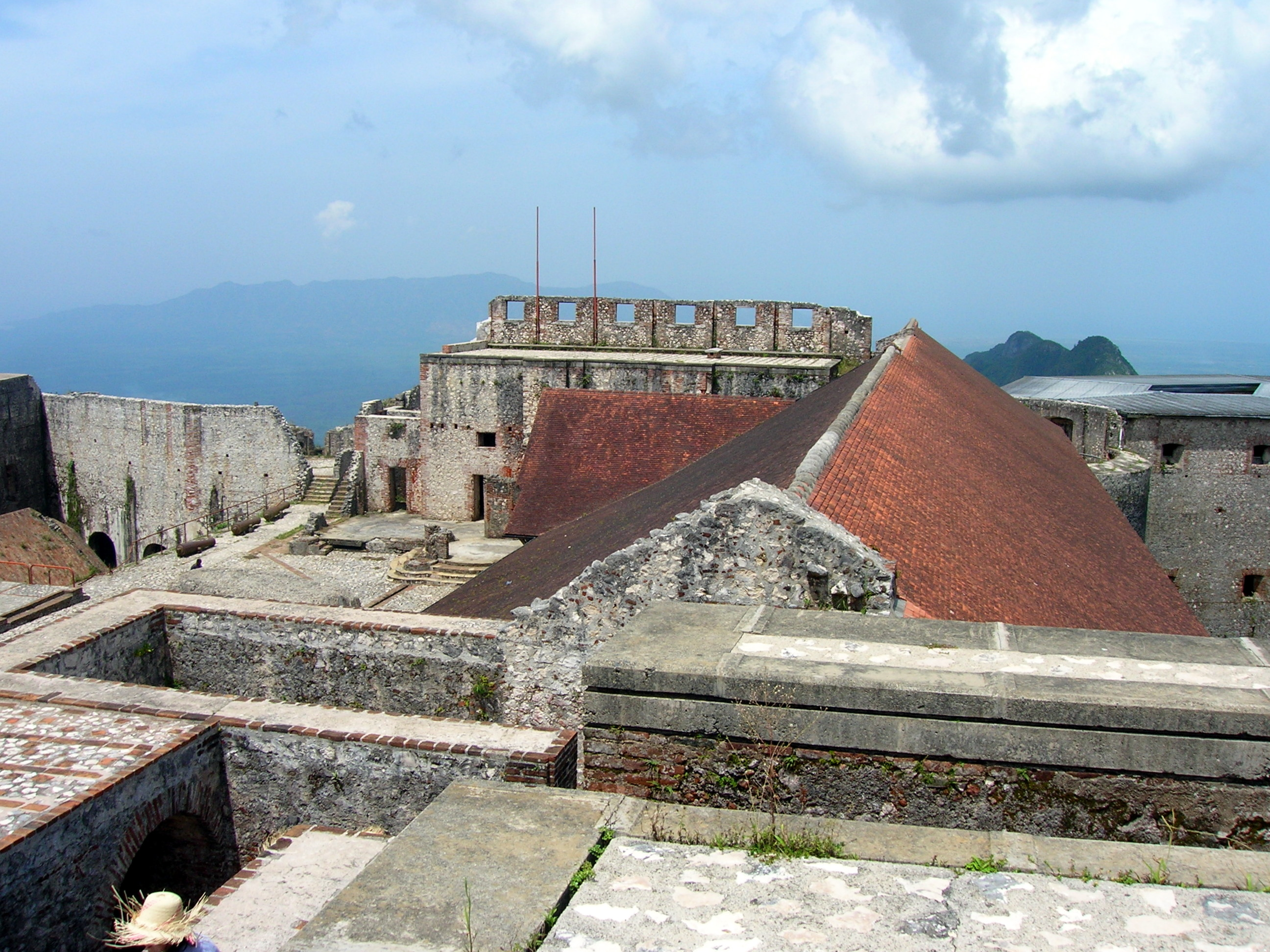
Aussicht vom Dach der Festung
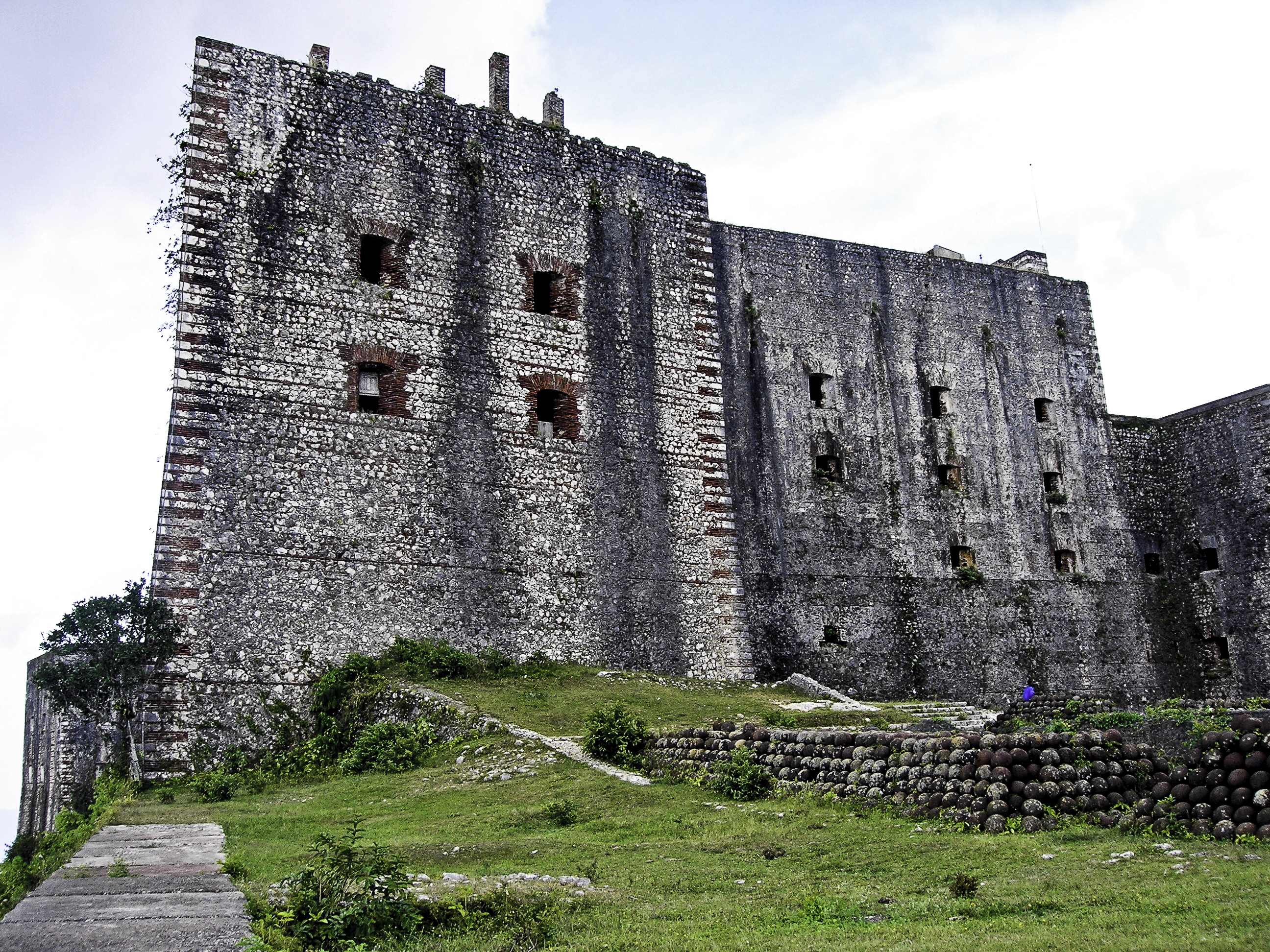
Die Außenmauer der Zitadelle
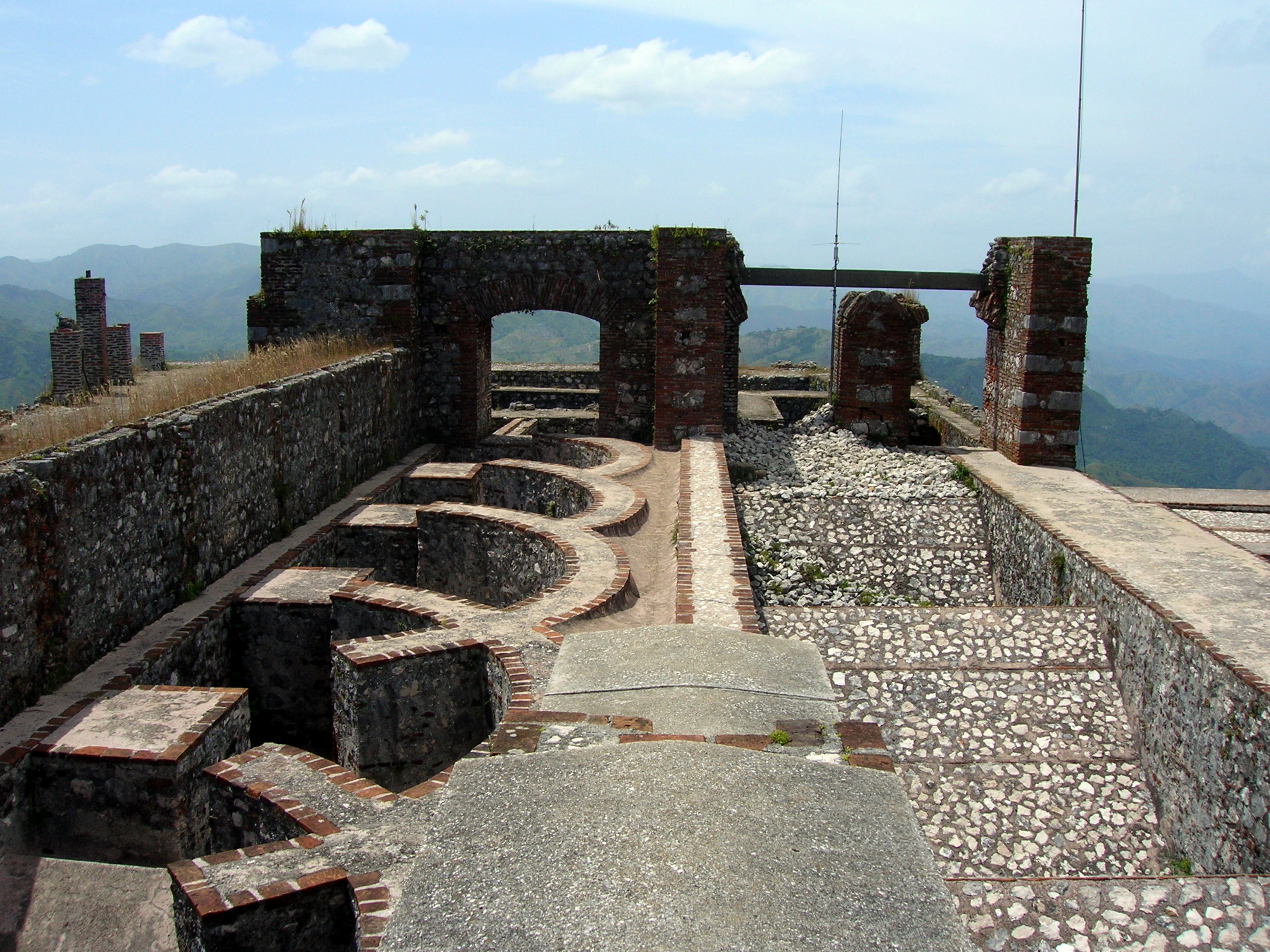
Das Dach der Festung
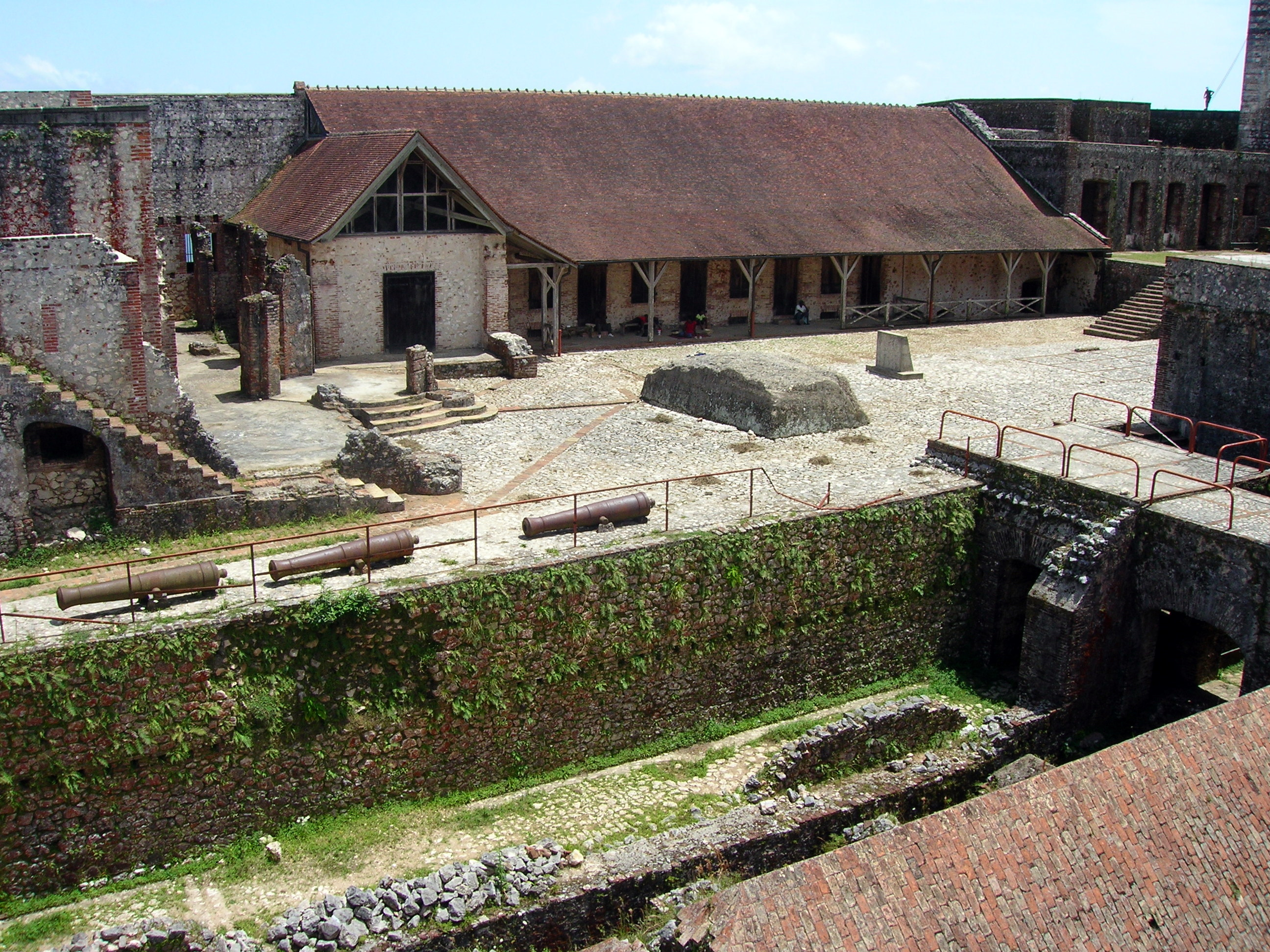
Blick auf den Innenhof

## Medien
- Haiti: Die vergessene Geschichte der Sklavenbefreiung, Gestaltung: Cornelius Wüllenkemper, Österreich 1 Journal-Panorama vom 3. Dezember 2020.

Koordinaten: 19° 34′ 25″ N, 72° 14′ 38″ W